# انگو
انگو (به ایتالیایی: Enego) یک کومونه در ایتالیا است که در استان ویچنزا واقع شده‌است.

## خصوصیات
انگو ۵۲ کیلومترمربع مساحت و ۱٬۹۲۷ نفر جمعیت دارد و ۸۰۰ متر بالاتر از سطح دریا واقع شده‌است.